# Pteropus conspicillatus
El zorro volador de anteojos (Pteropus conspicillatus) es un murciélago frugivoro de gran tamaño perteneciente al género Pteropus, conocidos habitualmente como zorros voladores. Vive en la costa noreste de Queensland, Australia, también se encuentra en varias islas próximas, entre ellas Nueva Guinea, Woodlark, Islas Kiriwina y  Halmahera, su hábitat natural se extiende por zonas de bosque lluvioso o manglar.  La especie fue clasificada como de preocupación menor por el IUCN en 2008.